# توزلوجا
توزلوجا (به ترکی استانبولی: Tuzluca، به ارمنی: Կողբ، به کردی: Qulp‎، به روسی: Кульп یا Тузлуджа) شهری است در کشور ترکیه که در استان ایغدیر واقع شده‌است. جمعیت این شهر بر اساس سرشماری سال ۲۰۰۸ میلادی ۹٬۷۹۰ نفر و بر اساس برآوردهای سال ۲۰۰۹ میلادی ۸٬۳۴۱ نفر می‌باشد. بیشتر اهالی این شهر به زبان ترکی آذربایجانی سخن می‌گویند.